# Associação Bancária de Cuiabá Futebol Clube
Associação Bancária de Cuiabá Futebol Clube, mais conhecida pelo acrônimo ABC, foi uma agremiação esportiva da cidade de Cuiabá, Mato Grosso.

## História
O clube disputou o Campeonato Mato-Grossense de Futebol em 1947 e 1948.

## Estatísticas

### Participações
| Competição  | Competição                | Temporadas | Melhor campanha    | Estreia | Última | P | R |
| Mato Grosso | Campeonato Mato-Grossense | 2          | 4º colocado (1947) | 1947    | 1948   | – | – |